# Hansa-Brandenburg C.I

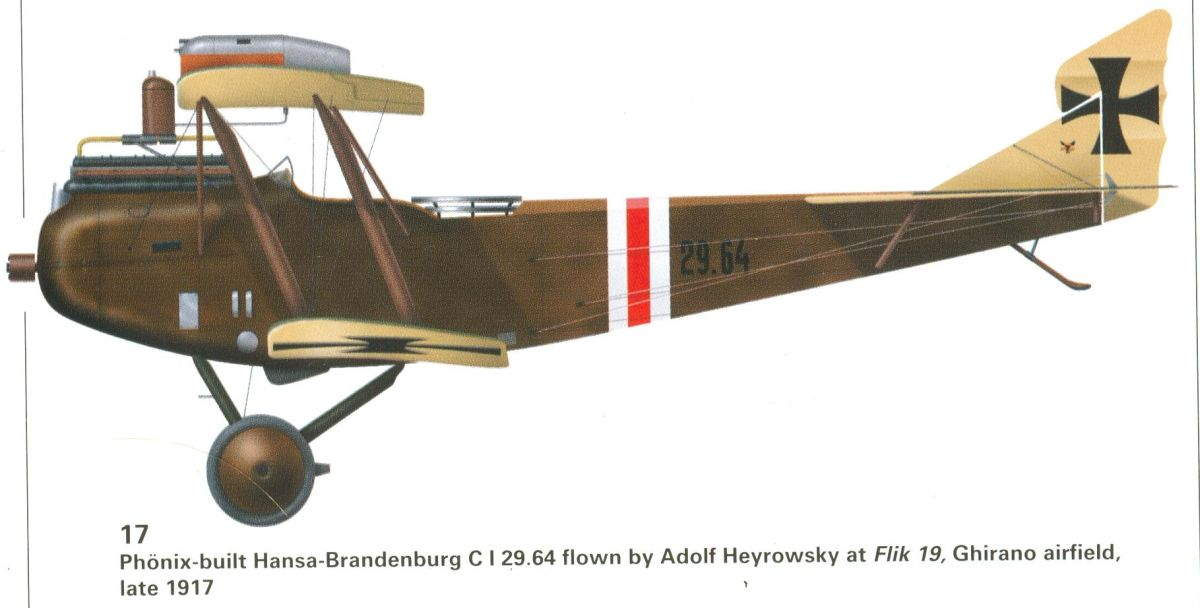
Hansa-Brandenburg C.I série 29.5 vyrobený firmou Oesterreichisch-Ungarische Albatros-Flugzeugwerke GmbH ke konci roku 1916 s motorem Hiero o výkonu 200 koní. Na tomto konkrétním stroji 29.64, který byl 15. z 40 kusé série dosáhl nejúspěšnější rakousko-uherský pilot dvoumístných strojů Adolf Heyrowsky u Fliku 19 svých posledních 5 sestřelů mezi dubnem a červnem 1917.

Hansa-Brandenburg C.I byl německý, resp. rakousko-uherský průzkumný a bombardovací dvojplošník užívaný za 1. světové války. Jeho konstruktérem byl německý inženýr Ernst Heinkel. Oproti typu Hansa Brandenburg B.I měl letoun silnější výzbroj i motory a byl schopen nést až 100 kg bomb.

## Dodávky
Samotná německá továrna dodala 80 kusů verze C.I, od 13. prosince 1915 dostal smlouvu na licenční výrobu podnik Albatros ve vídeňském předměstí Stadlau v Rakousko-Uhersku. V únoru 1917 došlo k přejmenování společnosti na Phönix Flugzeugwerke A.G. Zde se začaly vyrábět stroje tzv. série 26, které měly instalované vodou chlazené řadové šestiválcové motory Daimler o výkonu 118 kW. Osm z 24 objednaných C.I dodal Albatros (Phöenix) se zmenšeným průřezem trupu a kratšími baldachýnovými vzpěrami. V květnu 1916 bylo objednáno dalších 46 kusů, které byly dodány do konce srpna. Některé ze strojů dostaly výkonnější 136 kW pohonné jednotky Daimler a několik strojů C.I v rakousko-uherském Albatrosu obdrželo překližkovou věž pro pozorovatele, rozšiřující pole výstřelu.
Výroba 56 kusů Hansa-Brandenburg C.I série 27 začala v Albatrosu v srpnu 1916 na základě objednávky z 24. června. Verze se vyznačovala Albatrosem vyvinutým univerzálním trupem, poprvé instalovaným na Brandenburgy C.I (U) série 64 v maďarské Flugzeugfabrik AG (UFAG) v Budapešti v dubnu 1916. Standardním motorem byl Daimler o výkonu 110 kW a závěsy pro fotografické, bombardovací a rádiové vybavení, k jejichž instalaci docházelo přímo u jednotek. 18. září letectvo objednalo dalších 32 C.I série 27 a teprve tehdy začaly první stroje přebírat jednotky. Až v polovině roku 1917, kdy již výkony jejich motorů nestačily, většinou přecházely od průzkumu a bombardování k cvičným úkolům jak v zázemí, tak u frontových jednotek. Na méně exponovaných úsecích fronty však nadále působily jako bojové. Dvě letecké roty (Fliegerkompanie, Flik) východní armády je užívaly až do srpna 1918.
Z verze s vodou chlazeným řadovým šestiválcem Hiero o výkonu 147 kW, označené 27.8, se stala nová série 29.5. Zkoušky tohoto motoru na prototypech Phöenix 20.05 a 20.07 byly totiž natolik úspěšné, že byly instalovány do dvou exemplářů Brandenburgu C.I série 26, označené pak 20.08 a 20.09 a zkoušené od května 1916 Flikem 19 na italské frontě. Staly se vzorem pro C.I série 29. 5. Již v červenci 1916 došlo k objednávce 40 Brandenburgů C.I (Ph) této série, které byly dodávány od září do ledna 1917.
Po ukončení války v samostatném Československu z něj vycházely typy Aero A-14, Aero A-15 a Aero A-26.

## Nasazení
První stroje série 26 byly dodány v lednu 1916. Na jaře přicházely k leteckým rotám Flik 2, 4, 19 a 23 na frontě u Isonza, Flik 15, 17, 21 a 24 na tyrolské frontě. Na východní frontě pak k rotám Flik 1, 3, 5, 7, 8, 9, 10, 14, 18, 20, 22, 25, 27, 29 a 30. Nejméně sedm strojů série 26 dosluhovalo jako cvičné až téměř do konce války.
Několik letounů série 27 se užívalo při pokusech s gyroskopickými přístroji, fotopřístroji, výzbrojí, padáky a za nočních letů v experimentálních střediscích ve Fischamendu a Ašprech (Aspern).
C.I série 29.5 sloužily výhradně na italské frontě u Fliků 2, 4, 12, 15, 16, 17, 23, 24, 28, 35 a 58D. Na konci roku 1917, s příchodem novějších typů, C.I série 29.5 přecházely k pokračovací cvičné službě u frontových Fliků 37, 46F, 69D, 73D a 102G, nebo u leteckých škol. Některé však sloužily na frontě hluboko do roku 1918.

## Specifikace (C.I série 27)
Údaje dle

### Technické údaje
- Osádka: 2 osoby
- Rozpětí: 12,30 m
- Délka: 8,40 m
- Výška: 3,20 m
- Nosná plocha: 38,40 m²
- Hmotnost prázdného letounu: 778 kg
- Vzletová hmotnost: 1219 kg
- Pohonná jednotka: 1 × šestiválcový řadový motor Austro-Daimler AD6
- Výkon pohonné jednotky: 110 kW (150 koní)

### Výkony
- Maximální rychlost: 148 km/h
- Výstup do 1000 m: 5,5 min
- Výstup do 3000 m: 17 min 36 s
- Délka letu: 3 hodiny

### Výzbroj
- 2 × kulomet Schwarzlose M. 07/12 ráže 8 mm
- 100 kg pum

## Uživatelé
- Rakousko-Uhersko
- Německo
- Československo
- Polsko
- Západoukrajinská lidová republika